# Pieczara

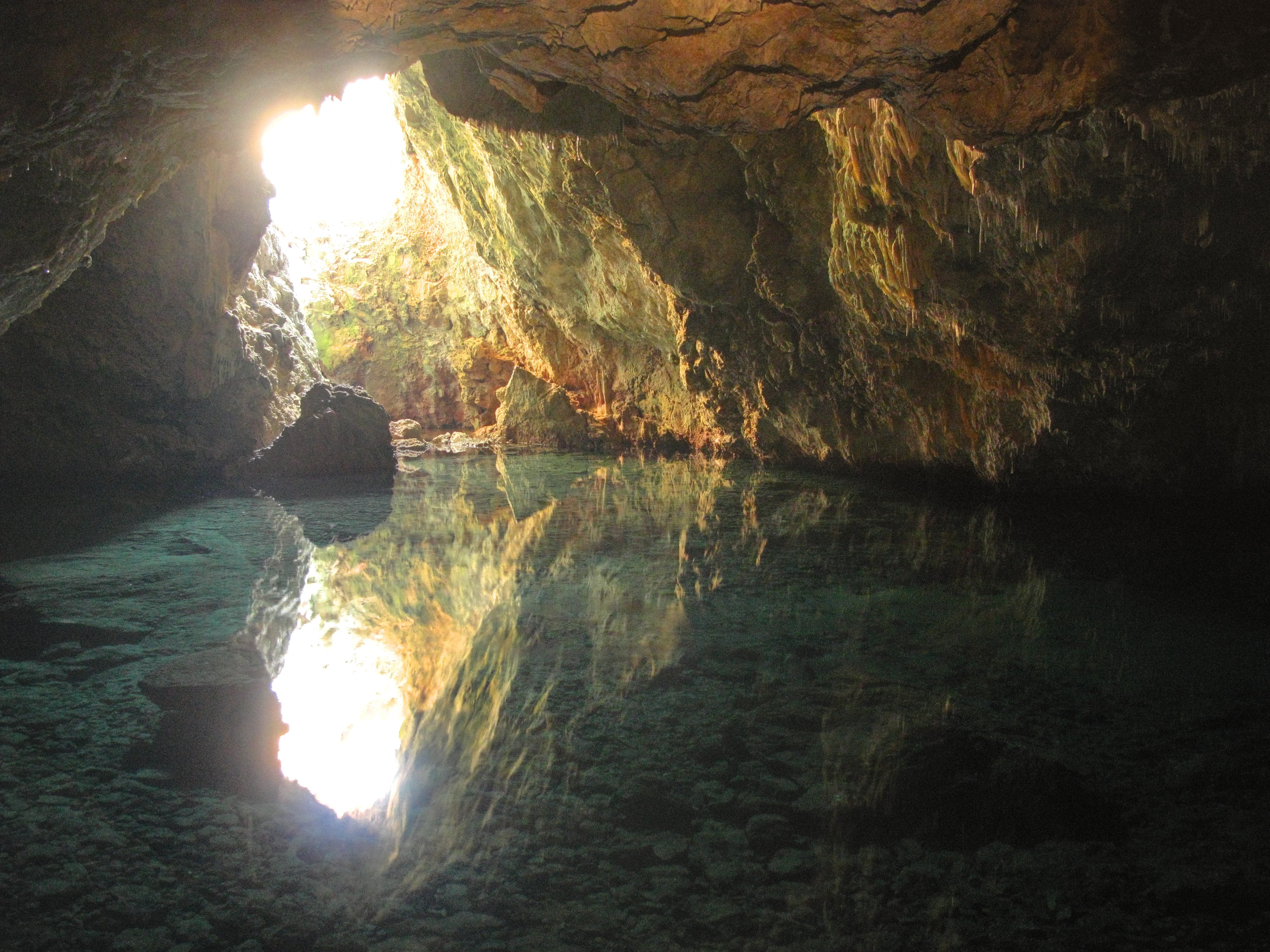
Pieczara – z tyłu widać światło, które wpada przez lejek krasowy

Pieczara – podobnie jak grota niefachowe określenie jaskini. Nazwa ta wzięta z języka starosłowiańskiego notowana jest w Polsce od drugiej połowy XVI w. i uważana za rutenizm. W języku starosłowiańskim słowo pektь- oznaczało ‘piec’, ‘ognisko domowe’. Po II wojnie światowej, w ramach porządkowania nazewnictwa postanowiono stosować jedynie słowo jaskinia, zaś słowo pieczara uznano za synonim jaskini.
W innych językach słowiańskich (a także w Rumunii i na Węgrzech) nadal najpopularniejszymi określeniami jaskini są terminy z rdzeniem peč i różnymi końcówkami: na lub ra. Na przykład rumuńskie określenie jaskini to peșteră.